# جاناتان استرود
جاناتان استرود (انگلیسی: Jonathan Stroud؛ زادهٔ ۲۷ اکتبر ۱۹۷۰) نویسنده ادبیات کودک و نوجوانان، رمان‌نویس و نویسنده سبک خیال پردازی اهل بریتانیا است.

## زندگی‌نامه
جاناتان استرود در سال ۱۹۷۰ در بدفورد انگلستان به دنیا آمد. در سنین ۷ تا ۹ سالگی به علت بیماری، بیشتر روزها در بیمارستان بستری بود یا در خانه در بالین به سر می‌برد؛ و همین فراغت‌های ایجاد شده باعث توجه او به کتاب‌ها و داستان‌ها شد، که مهمترین این داستان‌ها، داستان‌های فانتزی بود.
او در شهر سنت آلبنز بزرگ شد و در مدرسه سنت آلبنز، هرتفوردشایر تحصیل کرد.
جاناتن از خواندن کتاب‌ها، نقاشی کشیدن و نوشتن داستان‌ها لذت می‌برد و این بدین معناست که او از همان سنین پایین نویسندگی را شروع کرده بود.
پس از اتمام تحصیلات خود در رشته ادبیات انگلیسی در دانشگاه یورک، در انتشارات واکر لندن به عنوان ویراستار مشغول به کار شد، که بیشتر ویرایش کتاب‌های تاریخی، مذهبی و فرهنگنامه‌ها را برعهده گرفته بود.
در طول دههٔ ۱۹۹۰ او انتشار آثار خود را شروع کرد که در مدت کوتاهی به موفقیت دست یافت.
یکی از محبوب‌ترین و پرفروش‌ترین آثار وی مجموعۀ بارتیمیوس است.
ویژگی خاص این رمان در مقایسه با بقیه ژانرها این است که استرود به بررسی رفتارهای کلیشه‌ای و اخلاقی طبقه جادوگر و شیاطین اسیر می‌پردازد؛ و نقل این داستان با دیدگاهی طعنه آمیز صورت گرفته که شخصیت اصلی آن جنی به نام بارتیمیوس است. از جمله کتاب‌هایی که از مجموعهٔ بارتیمیوس در ایالات متحده به چاپ رسیده شامل: طلسم سمرقند، چشم گولم، دروازهٔ پتولمی و حلقهٔ سلیمان می‌باشد.
استرود با همسرش جینا و سه فرزندشان ایزابل، آرتور و لوئیس در سنت آلبنز زندگی می‌کنند.
و همسرش جینا نیز تصویرگر کتاب کودکان است.
جاناتان استرود در سال ۲۰۱۳ مجموعه «لاک وود و همکاران» را نوشت که اولین کتاب این مجموعه با نام فریاد راه پله مورد استقبال بسیاری قرار گرفت و ریک ریوردن نویسنده آمریکایی از استرود به عنوان «نابغه» یاد کرد. دومین کتاب این مجموعه زمزمه جمجمه در سال ۲۰۱۴ با موفقیت انتشار یافت؛ و سومین عنوان از این سری «پسر توخالی» نام داشت که استرود بخش‌هایی از این کتاب را باز گذاشته بود تا خوانندگان با ایده‌های خودشان قسمت‌هایی از این داستان را تکمیل کرده و ارسال کنند.
«سایه خزنده» چهارمین کتاب در سال ۲۰۱۶ و «قبر خالی» آخرین کتاب این مجموعه بود که در سال ۲۰۱۷ انتشار یافت.

## کتابشناسی

### کتاب‌های تکی

#### تخیلی
- دنیای کلمات واقعی جاستین (۱۹۹۴)
- حماسهٔ وایکینگ‌های هری بریستل برد (۱۹۹۷)
- خرگوش و لاک پشت (۱۹۹۸)
- پیاده‌روی در جنگل (۱۹۹۸)
- ماشین قرمز کوچولو (۱۹۹۹)
- ماجراجویی بزرگ آلفی (۱۹۹۹)
- آتش مدفون (۱۹۹۹)
- اسپایک کوچولو و دم دراز (۲۰۰۰)
- گلدیلاکس و سه خرس (۲۰۰۰)
- جهش (۲۰۰۱)
- آخرین محاصره (۲۰۰۳)
- گنجینهٔ گم شدهٔ کاپیتان بلاد (۲۰۰۶)
- قهرمانان دره (۲۰۰۹)

#### غیر تخیلی
- روم باستان:راهنمای امپراطوری پرافتخار روم (۲۰۰۰)
- زندگی و دوران‌ها در روم باستان (۲۰۰۸)

### مجموعه‌ها
- مجموعهٔ بارتیمیوس

1. طلسم سمرقند (۲۰۰۳)
2. چشم گولم (۲۰۰۴)
3. دروازهٔ پتولمی (۲۰۰۵)
4. حلقهٔ سلیمان (۲۰۱۰)

- لاک وود و همکاران

1. فریاد راه پله (۲۰۱۳)
2. زمزمه جمجمه (۲۰۱۴)
3. پسر توخالی (۲۰۱۵)
4. سایه خزنده (۲۰۱۶)
5. قبر خالی (۲۰۱۷)

"خنجر در میز" (داستان کوتاه، ۲۰۱۵)

### رمان کوتاه
- روح سایه (۲۰۰۹)